# Náměstí Míru (Brno)

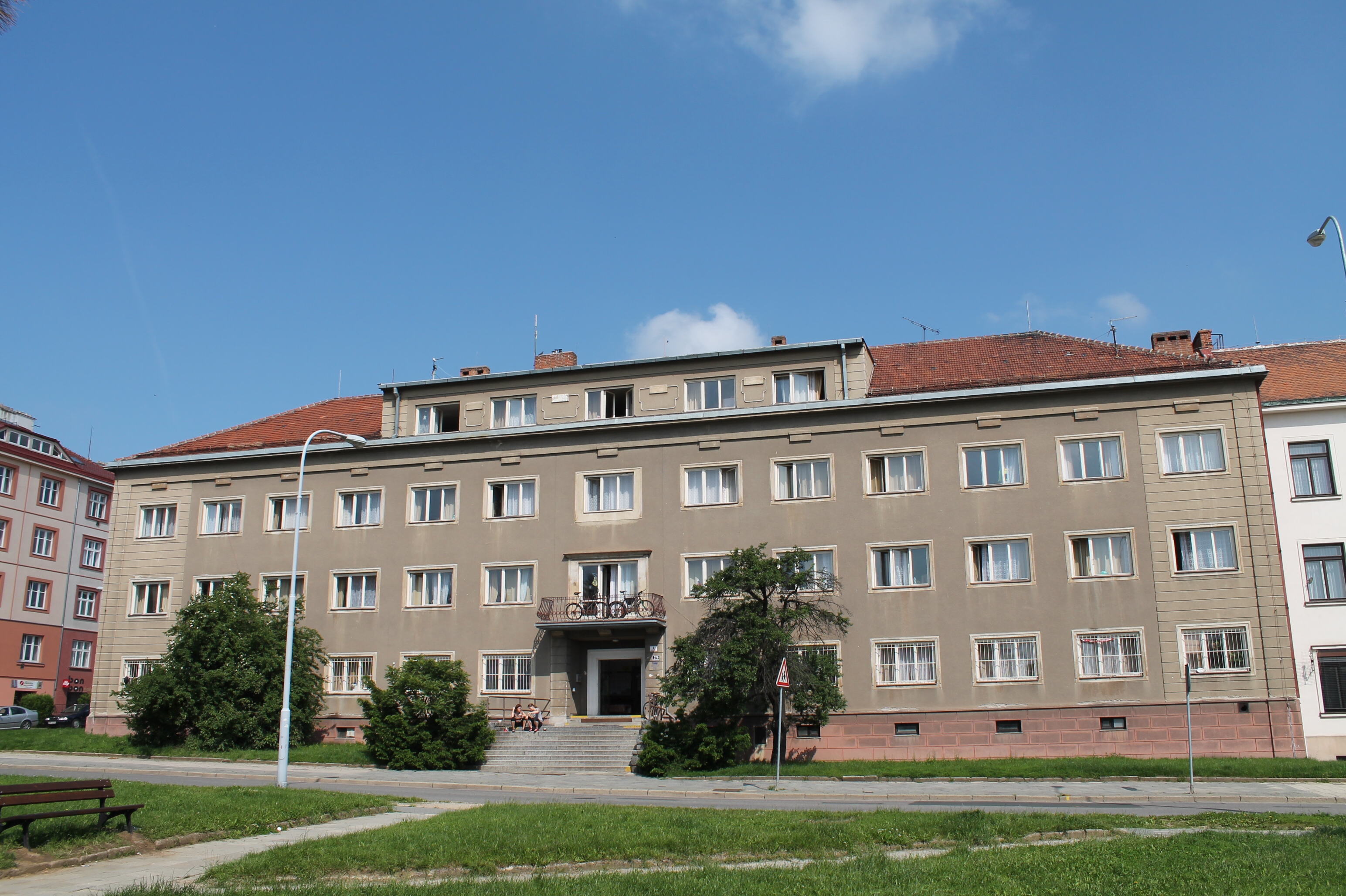
Koleje Masarykovy univerzity na náměstí Míru

Náměstí Míru je náměstí v Brně, v městské části Brno-střed, v katastrálním území Stránice.

## Historie a popis
Náměstí Míru, které se nachází v sedle mezi Kraví horou a Žlutým kopcem, vzniklo ve 20. letech 20. století při výstavbě vilové čtvrti Masarykovy čtvrti, jehož je přirozeným centrem. V roce 1929 sem byla prodloužena tramvajová trať z dříve postavené německé Úřednické čtvrti.
Na náměstí se nachází funkcionalistický kostel svatého Augustina, vysokoškolské koleje Masarykovy univerzity, samoobsluha a budovy Základní školy nám. Míru a Cyrilometodějské církevní základní školy (dříve klášter cyrilometodějek). Na domě nám. Míru čo. 2 se nachází pamětní deska Josefa Valčíka z roku 1997, který zde v dubnu 1942 u svého známého přespal.

## Doprava
V tramvajové smyčce uprostřed náměstí končí od roku 1929 linka č. 4, v letech 1964–1985 sem zajížděla i linka č. 16. V roce 2000 byla přes náměstí Míru zavedena noční autobusová linka, která vede z centra města ulicí Údolní a dále do Žabovřesk pokračuje ulicí Březinovou. Zpočátku v této trase jezdila linka č. 92, od roku 2008 ji nahradila nově vzniklá linka č. 89, která byla v roce 2013 přeznačena na č. N89.
Pravidelná denní autobusová doprava nebyla v oblasti zavedena. To se však změnilo a roku 2013 byla na náměstí Míru ukončena nově zřízená minibusová linka č. 80 přijíždějící ze Žabovřesk Březinovou ulicí. V roce 2014 byla nahrazena minibusovou linkou č. 81, jejíž trasa byla vedena z centra města Lerchovou ulicí a dále do Žabovřesk Březinovou ulicí. Roku 2016 byla obnovena linka č. 80 v trase Březinovou ulicí přes náměstí a dále nově do centra města Lerchovou ulicí, čímž v této relaci nahradila linku č. 81. Na konci roku 2017 byla linka 80 nahrazena linkou č. 68 obsluhující oblast náměstí Míru v téže trase.

## Vývoj názvu
1927–1942Babákovo náměstí
1942–1946Kernstockovo náměstí
1946–1950Babákovo náměstí
od 1950náměstí Míru